# Les Quatre Pestes
La Campanya contra les Quatre Pestes (xinès simplificat: 除四害运动; xinès tradicional: 除四害運動 i en pinyin: Chú Sì Hài Yùndòng), coneguda a la Xina també com a “Gran Campanya contra el Pardal” (xinès simplificat: 打麻雀运动; xinès tradicional: 打麻雀運動 i en pinyin: Dǎ Máquè Yùndòng) o « Elimineu els Pardals » （xinès simplificat : 消灭麻雀运动; xinès tradicional: 消滅麻雀運動) va ser un intent d'acabar amb uns problemes que afectaven sobretot a les zones rurals de la Xina. Aquesta campanya està relacionada amb el Gran Salt Endavant (1958 a 1961) i, possiblement, ja es va iniciar a finals de 1957. Les quatre plagues que s'havien de combatre eren les de les rates, els mosquits, les mosques i els pardals.
La humanitat ha sofert al llarg dels segles diverses calamitats. Ja la Bíblia, en parlar de l'Apocalipsi, menciona els quatre genets que causaven terribles desgràcies: la Guerra, la Fam, la Pesta i la Mort. Al llarg de la història de la Xina hi ha constància de desastres deguts a insectes com la llagosta i altres que, ara, se sap que estaven relacionades amb malalties originades per insectes (puces, mosquits, mosques) i altres éssers vius (rates). Mao tenia la convicció que els pardals eren animals nocius que feien disminuir la quantitat de gra de les collites i va exhortar als xinesos a exterminar aquest ocell. Paradoxalment, el resultat fou un desastre i s'ha considerat que va ser una de les causes que provocà la Gran Fam de la Xina (1958-1962). Científics occidentals van arribar a la conclusió que si bé, els pardals mengen gra també mengen insectes, essent el balanç clarament beneficiós per a l'agricultura.
El conte "La nena dels pardals" de Sara Pennypacker i Yoko Tanaka, explica la Guerra dels pardals. L'any 2017 aquest conte va ser adaptat al teatre musical per la companyia Teatre al detall amb música de La Tresca i la Verdesca.